# Anastasija Baranova
Anastasija Baranova (in russo Анастасия Баранова?; Mosca, 23 aprile 1989) è un'attrice e modella russa.
Conosciuta principalmente per il ruolo di Jennifer "Scout" Lauer nella serie televisiva Scout's Safari e di Addison Carver nella serie televisiva Z Nation.

## Biografia
Nasce a Mosca, in Russia, quando questa era ancora parte dell'Unione Sovietica. Fin da bambina inizia a sfilare come modella per le passerelle di Mosca. Nel 1998 si trasferisce in Minnesota assieme sua madre Ata, dove ha continuato la carriera come modella. Nel 2000 si trasferisce in California dove inizia la sua carriera di attrice. Per imparare la lingua inglese, Anastasia, ha usato la serie di CD-ROM JumpStart e preso lezioni di canto e di parlato.
Parla correntemente sia il russo che l'inglese. Ha studiato presso la Chapman University.
Dal 2010, vive a Los Angeles, California dove si è laureata presso la scuola The Acting Corps. Nel 2016 ha annunciato di essere bisessuale.

## Carriera
La sua carriera di attrice inizia nel 2002 con un piccolo ruolo parlante nella serie della Disney Channel Lizzie McGuire. Ha poi ottenuto il ruolo di protagonista nella serie televisiva Scout's Safari, prodotta da Discovery Kids in collaborazione con la NBC, interpretando il personaggio di Jennifer 'Scout' Lauer. Le riprese sono iniziate nel luglio 2002 e hanno avuto luogo presso sedi in tutto il Sud Africa. Sono state in tutto prodotte due stagioni per un totale di 26 episodi che sono andati in onda da ottobre 2002 a febbraio del 2004.
Anastasia ha effettuato un paio di apparizioni in diverse serie televisive, tra cui Joan of Arcadia, Veronica Mars, Drake & Josh, Settimo cielo, Malcolm e Sons of Anarchy. È anche apparsa nel film del 2007 La setta delle tenebre e nel 2010, ha fatto la sua comparsa nella serie HDNet Svetlana.
Dal 2014 al 2018 ha interpretato il ruolo di Addison "Addy" Carver nella serie horror post-apocalittica Z Nation della Syfy.

## Filmografia

### Cinema
- La setta delle tenebre (Rise: Blood Hunter), regia di Sebastian Gutierrez (2007)
- Apocalypse, CA, regia di Chad Peter (2011)
- Mostly Ghostly: Have You Met My Ghoulfriend?, regia di Harold Becker (2014)

### Televisione
- Lizzie McGuire – serie TV, episodio 2x11 (2002)
- Scout's Safari – serie TV, 26 episodi (2002-2004)
- Joan of Arcadia – serie TV, episodio 1x17 (2004)
- Veronica Mars – serie TV, episodi 1x08-2x04 (2004-2005)
- Drake & Josh – serie TV, episodio 3x03 (2005)
- Settimo cielo (7th Heaven) – serie TV, episodio 10x04 (2005)
- Malcom (Malcolm in the Middle) – serie TV, episodio 7x07 (2005)
- Svetlana – serie TV, episodio 1x03 (2010)
- 90210 – serie TV, episodio 5x08 (2012)
- Sons of Anarchy – serie TV, episodio 6x10 (2013)
- Z Nation – serie TV, 44 episodi (2014-2018)
- Syn – serie TV, 13 episodi (2017)
- Madam Secretary – serie TV, episodio 4x14 (2018)
- NCIS: Hawai'i – serie TV, episodio 2x03 (2022)

## Doppiatrici italiane
Nelle versioni in italiano delle opere in cui ha recitato, Anastasija Baranova è stata doppiata da:
- Gaia Bolognesi in Z Nation (st. 1-3)
- Virginia Brunetti in Z Nation (st. 4-5)
- Mattea Serpelloni in NCIS: Hawaii